# Campo Número Dieciocho
Campo Número Dieciocho är en ort i Mexiko.   Den ligger i kommunen Cuauhtémoc och delstaten Chihuahua, i den nordvästra delen av landet, 1 300 km nordväst om huvudstaden Mexico City. Campo Número Dieciocho ligger 1 995 meter över havet och antalet invånare är 296.
Terrängen runt Campo Número Dieciocho är en högslätt. Runt Campo Número Dieciocho är det ganska glesbefolkat, med 43 invånare per kvadratkilometer. Närmaste större samhälle är Cuauhtémoc, 15,5 km söder om Campo Número Dieciocho. Trakten runt Campo Número Dieciocho består till största delen av jordbruksmark.